# Geodèsica
La geodèsica en la geodèsia és la línia més curta que va d'un punt a un altre dins una superfície.
Per una esfera, la geodèsica coincideix amb l'ortodròmia, és a dir una línia que segueix un cercle màxim. Segons la teoria de la relativitat general, les partícules viatgen seguint una geodèsica a través de l'espaitemps i, per tant, la seva trajectòria depèn de la curvatura. Aquesta curvatura és determinada per la distribució de l'energia, i la massa, segons l'equació d'Einstein. En general la geodèsica pot ser definida per qualsevol espai de Riemann.